# Penthesilea (Kleist)
Penthesilea is een toneelstuk van de Duitse schrijver Heinrich von Kleist. Kleist voltooide het stuk in 1807 in krijgsgevangenschap tijdens de napoleontische oorlogen en publiceerde het een jaar later. Het stuk vertelt een bewerkte versie van de mythe van Penthesilea. Aanvankelijk werd Penthesilea bekritiseerd door onder andere Johann Wolfgang von Goethe, maar later werd het beschouwd als een van Kleists belangrijkste werken.

## Verhaal
Penthesilea is koningin van de Amazonen, een vrouwelijk krijgersvolk. De Amazonen mogen enkel met een man trouwen die ze in de strijd verslagen hebben. De veroverde mannen worden dan willekeurig aan de Amazonen gekoppeld tijdens het Rozenfestival. Na het paren worden de mannen vrijgelaten: de jongens die daaruit voortkomen worden gedood, de meisjes worden opgeleid tot krijgers. De Amazonen zijn vaak op zoek naar mogelijke partners en mengen zich dan ook in de Trojaanse Oorlog, maar aan wiens zijde ze precies staan is onduidelijk.
Tegen de regels van de Amazonen in neemt Penthesilea zich echter voor de Griekse held en halfgod Achilles te verslaan, "de beste en mooiste man". Haar moeder had op haar sterfbed immers voorspeld dat ze verliefd zou worden op hem. En inderdaad: tijdens de strijd herkent Penthesilea hem meteen en is ze op slag verliefd. Vanaf dan doet ze alles om hem te verslaan. Een tweegevecht tussen hen wordt onderbroken en terwijl de Amazones zegevieren, is Penthesilea teleurgesteld omdat ze haar persoonlijke overwinning nog niet heeft behaald. Wanneer de Amazones het Rozenfeest gaan voorbereiden, keert ze terug naar Achilles om met hem te vechten.
Tijdens het gevecht wordt Penthesilea verwond door Achilles' lans. Aanvankelijk wil ze verder vechten, maar uiteindelijk valt ze flauw. Ondertussen nadert het Griekse leger, dat de Amazonen onder druk wil zetten om partij te kiezen in de oorlog. Achilles wil Penthesilea echter beschermen: hij heeft ondertussen ook gevoelens voor haar ontwikkeld. Dat bekent hij aan Penthesileas vriendin Prothoe en samen besluiten ze Penthesilea wijs te maken dat zij Achilles heeft weten te verslaan. Aanvankelijk werkt het plan en de koningin is euforisch. Achilles wil echter niet met haar mee naar de hoofdstad van de Amazones, maar neemt haar liever mee naar de zijne. Hij verklapt dat hij in werkelijkheid het gevecht had gewonnen en dus mag kiezen. Uit angst voor een aanval van de Amazones willen de andere Grieken vertrekken en Achilles wordt door zijn vriend Odysseus meegesleurd. Penthesilea blijft verbijsterd en gefrustreerd achter. Door de hogepriesteres van de godin Diana wordt ze bekritiseerd voor haar egoïsme: vele Amazones zijn gesneuveld voor haar en nog altijd is ze enkel met Achilles bezig.
Wanneer een boodschapper meldt dat Achilles haar opnieuw uitdaagt voor een duel, is bij Penthesilea de maat vol. Tot op de tanden gewapend en vergezeld door bloeddorstige honden gaat ze Achilles tegemoet. De Griekse held heeft echter een plan: hij vertelt aan Odysseus dat hij Penthesilea de kans wil geven hem te verslaan. Hij vertrekt dus volledig ongewapend naar het duel, in de overtuiging dat Penthesilea hem geen pijn zal doen. Terwijl de hogepriesteres nadenkt over hoe ze de razende koningin zou kunnen stoppen, krijgt ze bericht dat Penthesilea Achilles heeft gedood: ze schoot een pijl in zijn nek en in een vlaag van waanzin en kannibalisme verscheurde ze zijn lichaam samen met de honden. Penthesilea komt weer bij zinnen en vraagt zich af wie Achilles zo heeft toegetakeld; ze kan niet geloven dat ze het zelf was. Ze houdt vol dat ze hem zelf nooit zou willen bijten, maar kussen. Daarop begint ze het verminkte lijk te kussen, tot afgrijzen van de anderen. Langzaamaan beseft ze wat ze heeft gedaan, waarna ze sterft van verdriet.

## Personages
- Penthesilea: de koningin van de Amazonen, een volk van vrouwelijke krijgers dat zich enkel kan voortplanten door seksueel contact met overwonnen mannen. Zelf is ze verliefd op Achilles, maar kan hem niet verslaan in een tweegevecht. Nadat ze ontdekt dat Achilles en Prothoe haar hadden misleid, wordt ze waanzinnig van razernij. In een nieuw duel verslaat ze Achilles en verscheurt ze hem. Wanneer ze beseft wat ze gedaan heeft, sterft ze van verdriet.
- Achilles: halfgod en de grote held van het Griekse leger. Hij wordt verliefd op Penthesilea en maakt haar wijs dat ze hem wist te verslaan. Wanneer hij haar later een eerlijke kans wil geven hem te overwinnen in een duel, wordt hij op gruwelijke wijze vermoord.
- Prothoe: vriendin van Penthesilea. Uit goede bedoelingen bedenkt ze samen met Achilles een list, die echter vreselijk uit de hand loopt.
- De hogepriesteres: de hogepriesteres in de tempel van Diana. Ze wil het Rozenfestival voorbereiden en stuit daarbij op de onwil van Penthesilea. Ze vervloekt de koningin voor haar egoïsme.
- Odysseus: vriend van Achilles. Hij probeert hem te beschermen en onderneemt een vergeefse poging om op hem in te praten wanneer hij ongewapend naar het noodlottige tweegevecht met Penthesilea trekt.

## Stijl en thematiek
In tegenstelling tot de meeste tragedies bestaat Penthesilea niet uit vijf bedrijven, maar uit 24 kortere scènes. Dat aantal komt overeen met de 24 gezangen waaruit Homerus' Ilias bestaat. Inhoudelijk gezien wijkt het stuk dan weer sterk af van de oorspronkelijke mythe: Achilles doodt Penthesilea immers niet, de rollen zijn omgekeerd. Ook wijkt het stuk sterk af van de literaire tendensen van de vroege negentiende eeuw, met name de Weimarer Klassik. Typisch voor die stroming is het gebruik van klassieke materies en het streven naar vrede en harmonie. Hoewel Kleist zich zijn stuk weliswaar baseerde op de klassieke mythe van Penthesilea, staan vooral thema's als oorlog, waanzin en dood centraal. Daarmee contrasteert het fel met andere werken uit die tijd zoals Goethes Iphigenie auf Tauris. Ook het misverstand tussen Penthesilea en Achilles kan als typisch voor de stijl van Kleist worden beschouwd.

## Ontvangst
Alvorens het werk in 1808 in zijn geheel uit te geven, publiceerde hij eerst een fragment in het tijdschrift Phöbus dat hij samen met Adam Müller redigeerde. Hij liet het stuk ook door Goethe lezen, die het sterk afwees. De algemene consensus was dat Penthesilea niet geschikt was om daadwerkelijk opgevoerd te worden. De eerste opvoering vond dan ook pas plaats in 1876, 65 jaar na de dood van Kleist. Tegenwoordig geldt Penthesilea als een klassiek toneelstuk en wordt het beschouwd als een van de hoogtepunten uit het oeuvre van Kleist.